# 朱肜
朱肜（?—?），五胡十六國時期京兆郡人。前秦官員。
王猛在苻堅手下任職後，向苻堅推薦朱肜。朱肜於是在前秦擔任尚書侍郎兼任太子庶子，後來又升任秘書監。前秦建元年間，朱肜率軍進攻仇池，成功讓仇池公楊纂投降。後來朱肜又進攻東晉的蜀地，順利攻下梁州和益州。淝水之戰前，朱肜支持苻堅進攻東晉，最終淝水之戰前秦大敗。